# Claudiu Oprea
Claudiu Oprea (n. 21 martie 1990, București, România) este un regizor, scenarist și actor român.

## Biografie
Născut în București, România, Claudiu Oprea și-a început activitatea artistică din școală primară, susțînând concerte de pian. În școala generală a evoluat la  apariții în seriale TV. În timpul liceului a participat la realizarea mai multor scurtmetraje, câteva fiind selectate la festivaluri de film din țară. În 2010 urmează cursurile Facultății de Actorie, clasa Virgil Ogășanu și master in Dramaturgie și Regie Film și TV la clasa Ioan Cărmăzan.